# Islas Kujū-ku
Las islas Kujuku (九十九島 Kujuku-shima?) son un grupo de islas de Japón localizadas a lo largo de la costa oeste de la península de Kitamatsuura, en la prefectura de Nagasaki.
Dministrativamente, las islas pertenecen a las ciudades de Sasebo e Hirado. Las dos islas más grandes, Kuro-shima y Taka-shima, son de fácil acceso en ferry desde el puerto de Ainoura en el norte de Sasebo tres veces al día.
El número total de las islas es de 208. Toda la zona se encuentra designada como parte del Parque nacional de Saikai.

## Kuro-shima
Kuro-shima ("Isla Negra"), que es la isla más grande, ocupa una superficie de 5.3 km² y cuenta con unos 650 habitantes, que son en su mayoría descendientes de los católicos que se escondieron en ella para escapar de la persecución después de la rebelión de Shimabara de 1637. La iglesia de la isla,  Kuroshima Tenshudō , que fue construida en el año de 1902, es una de las pocas iglesias de ladrillo en Japón. Fue declarada "Patrimonio Importante Nacional" en 1998. Hay algunas casas antiguas bien conservadas en la isla, que muestran la arquitectura tradicional.
La mayor parte de la isla está cubierta por un denso bosque. Hay unos cuantos campos de arroz en Kuro-shima, así, algunos de ellos son terrazas que son muy poco comunes en Japón. En el centro de la isla hay una escuela, un edificio administrativo y una tienda. El pequeño puerto de Kuro-shima está en el norte de la isla.

## Taka-shima
Taka-shima ("Isla alta"), es la segunda isla más grande que cubre 2.6  km², tiene cerca de 250 habitantes. Su montaña más alta es de 138 metros.

## Galería

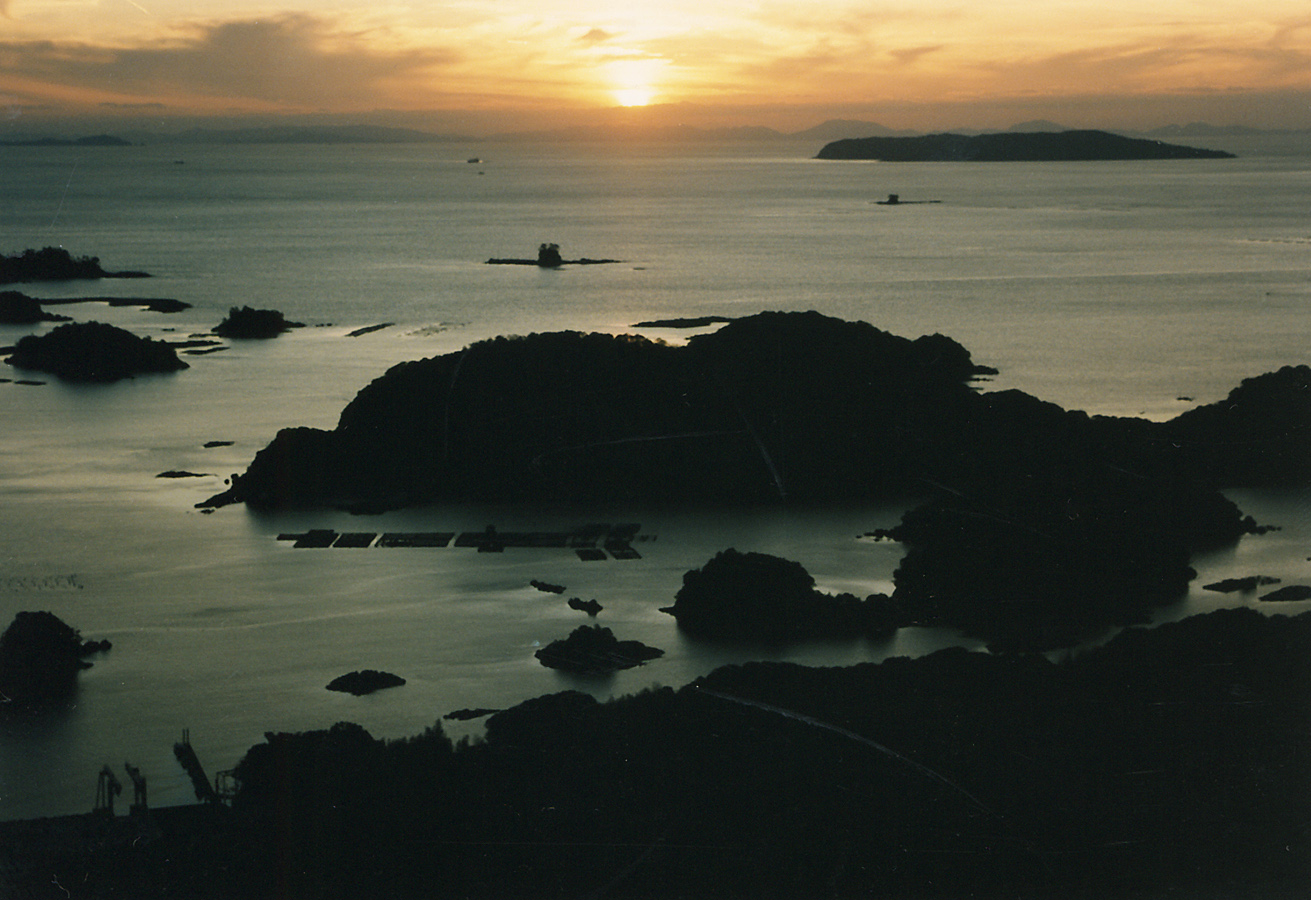
Islas Kujūku
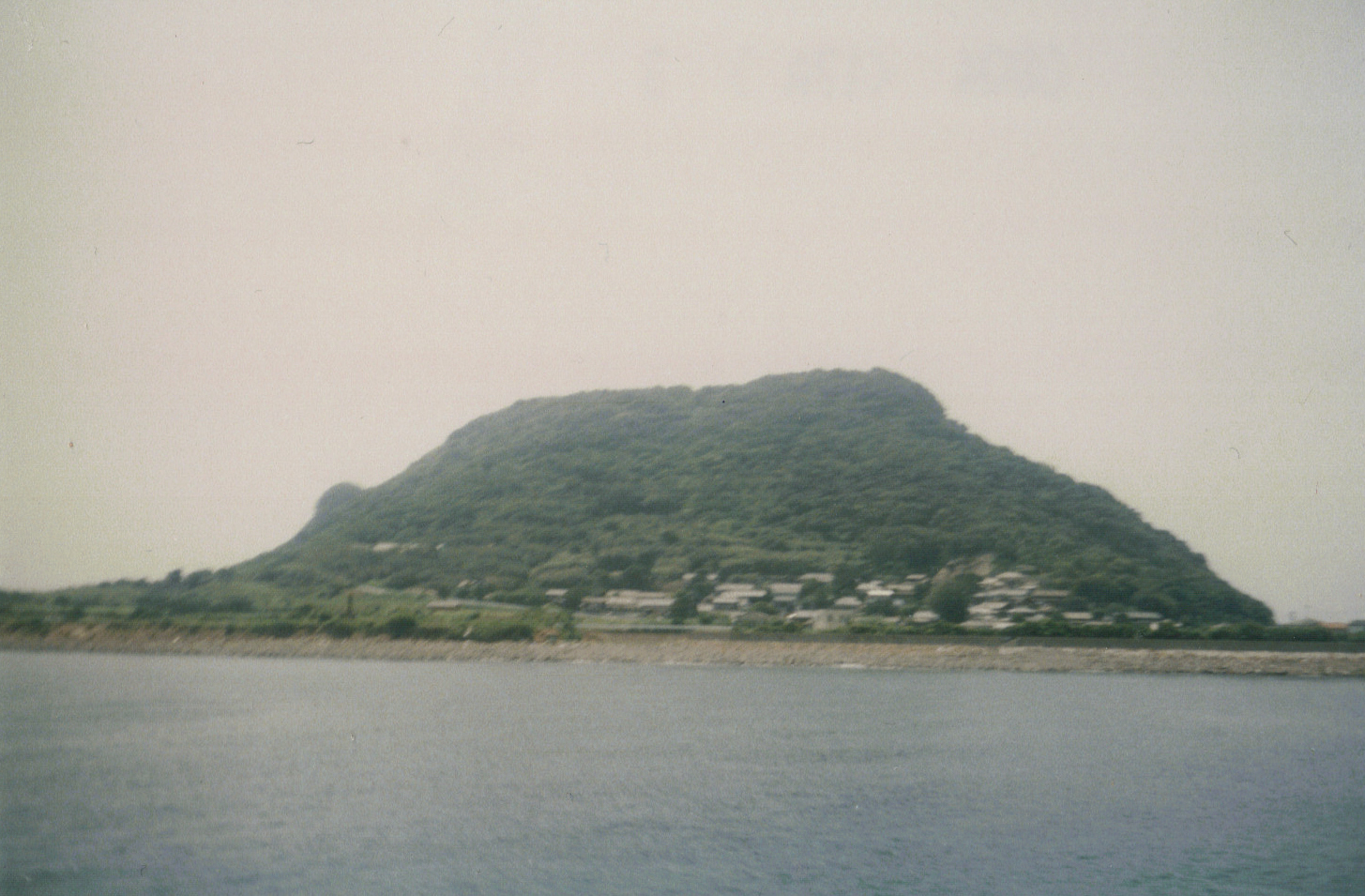
Vista general de la isla Taka-shima
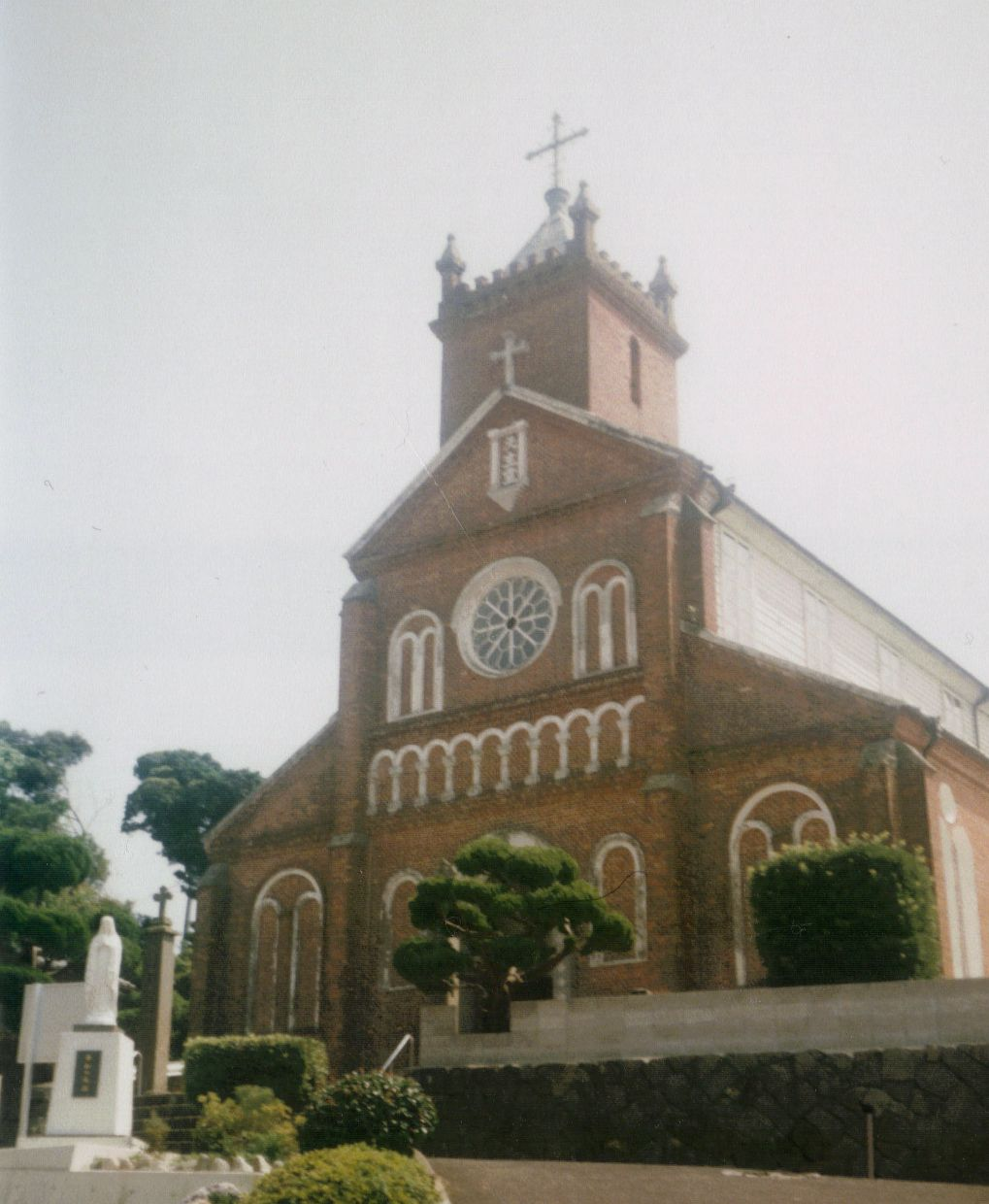
Iglesia católica en Kuro-shima
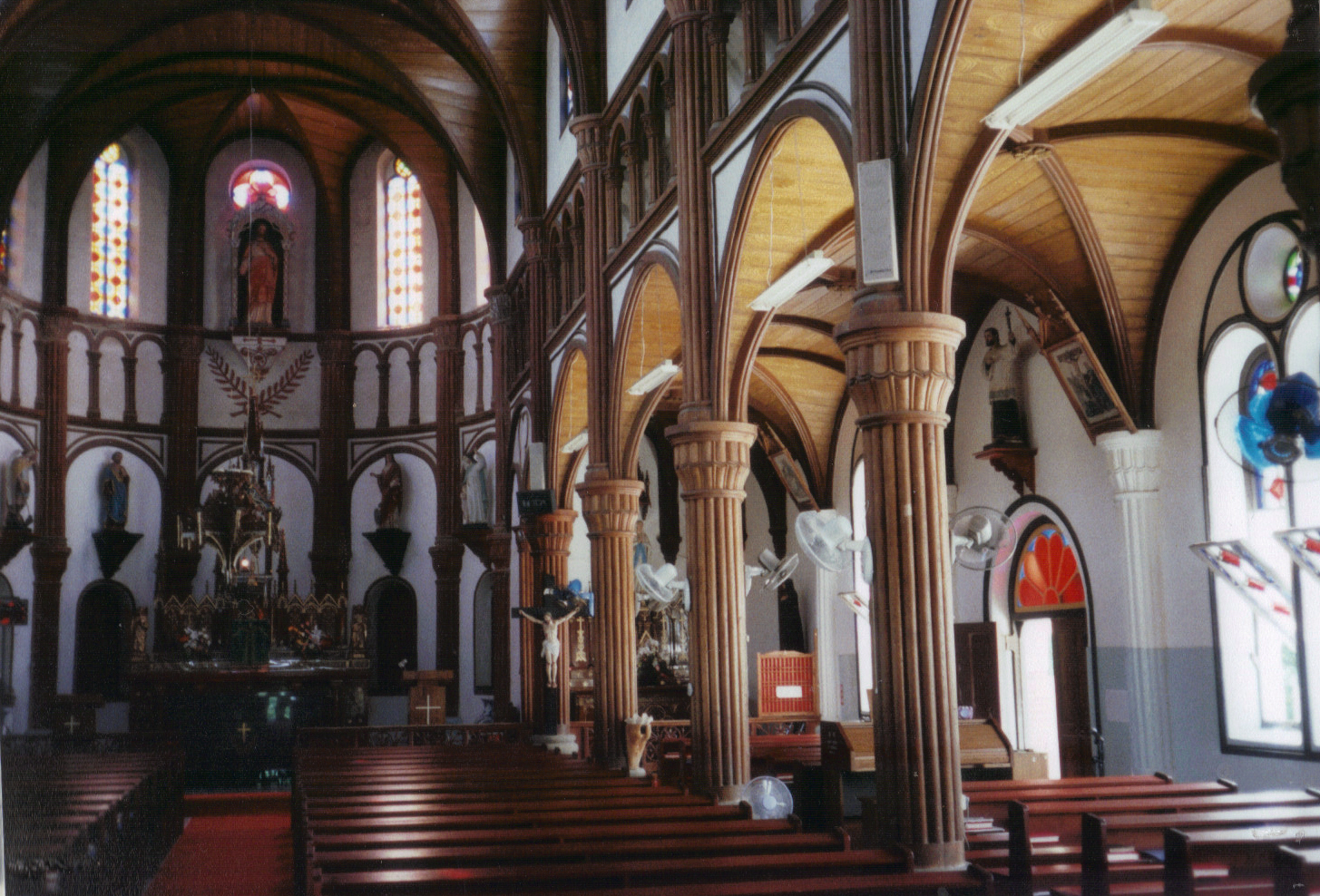
Iglesia católica en Kuro-shima
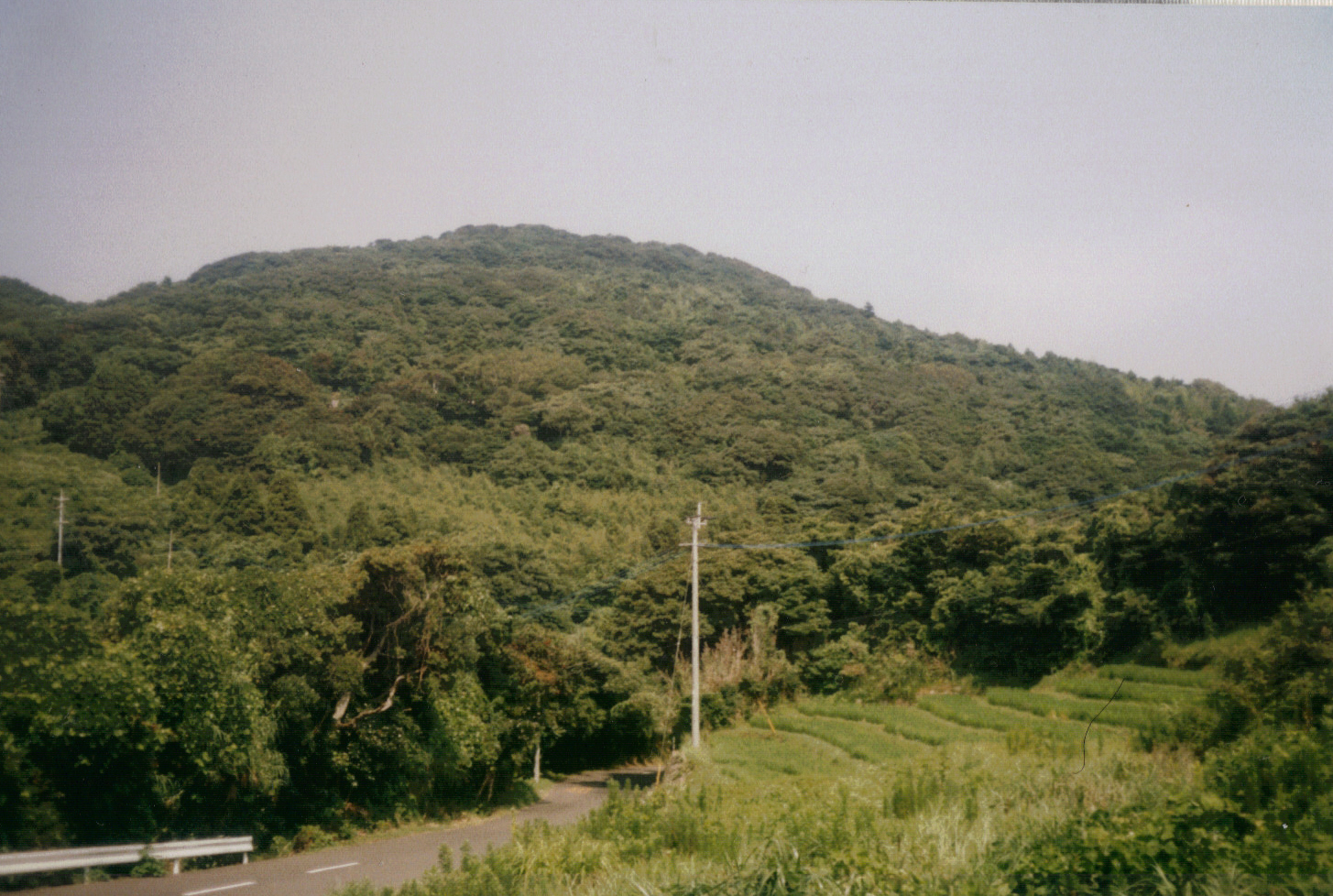
Paisaje en Kuro-shima
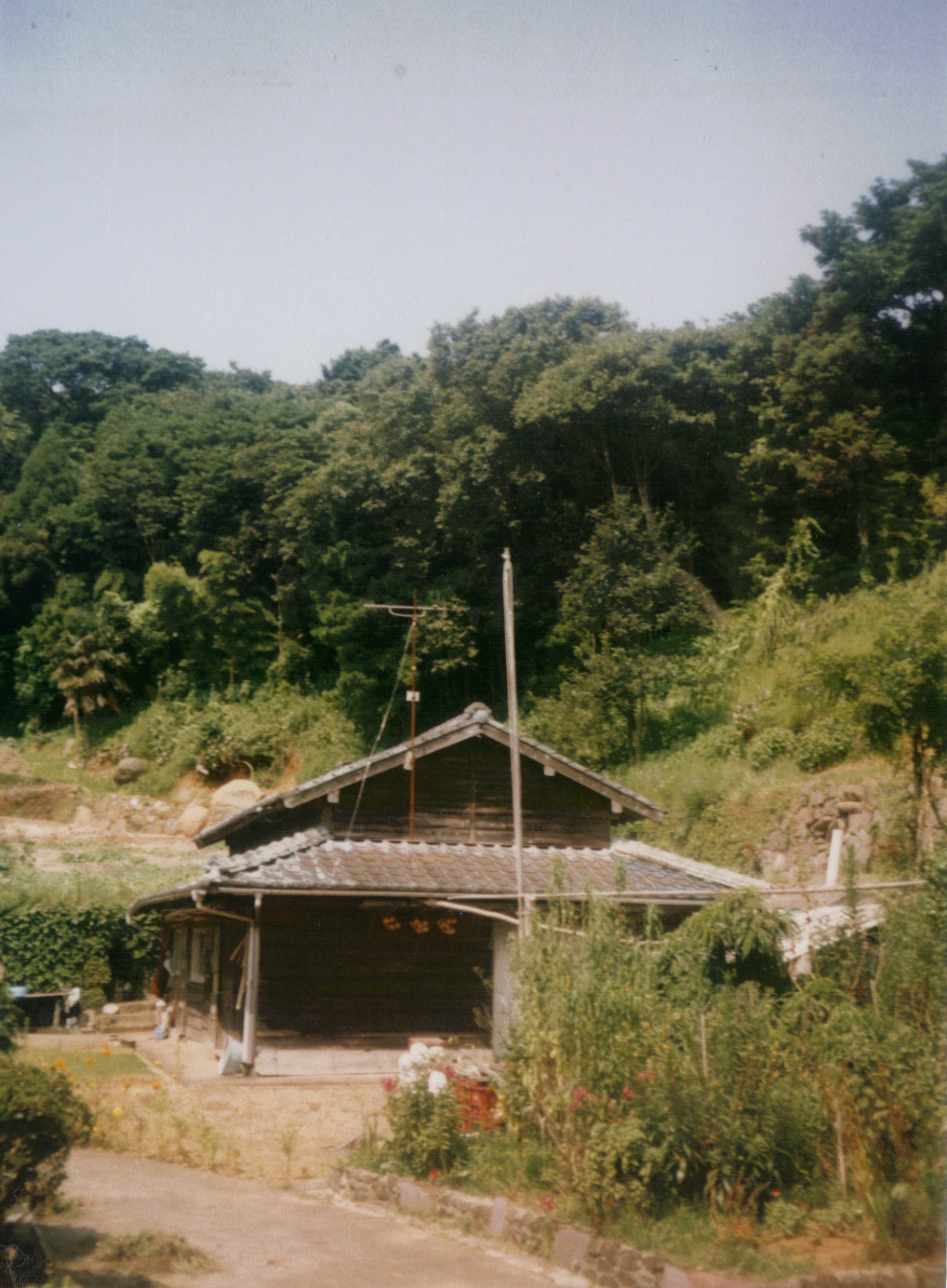
Arquitectura tradicional en Kuro-shima
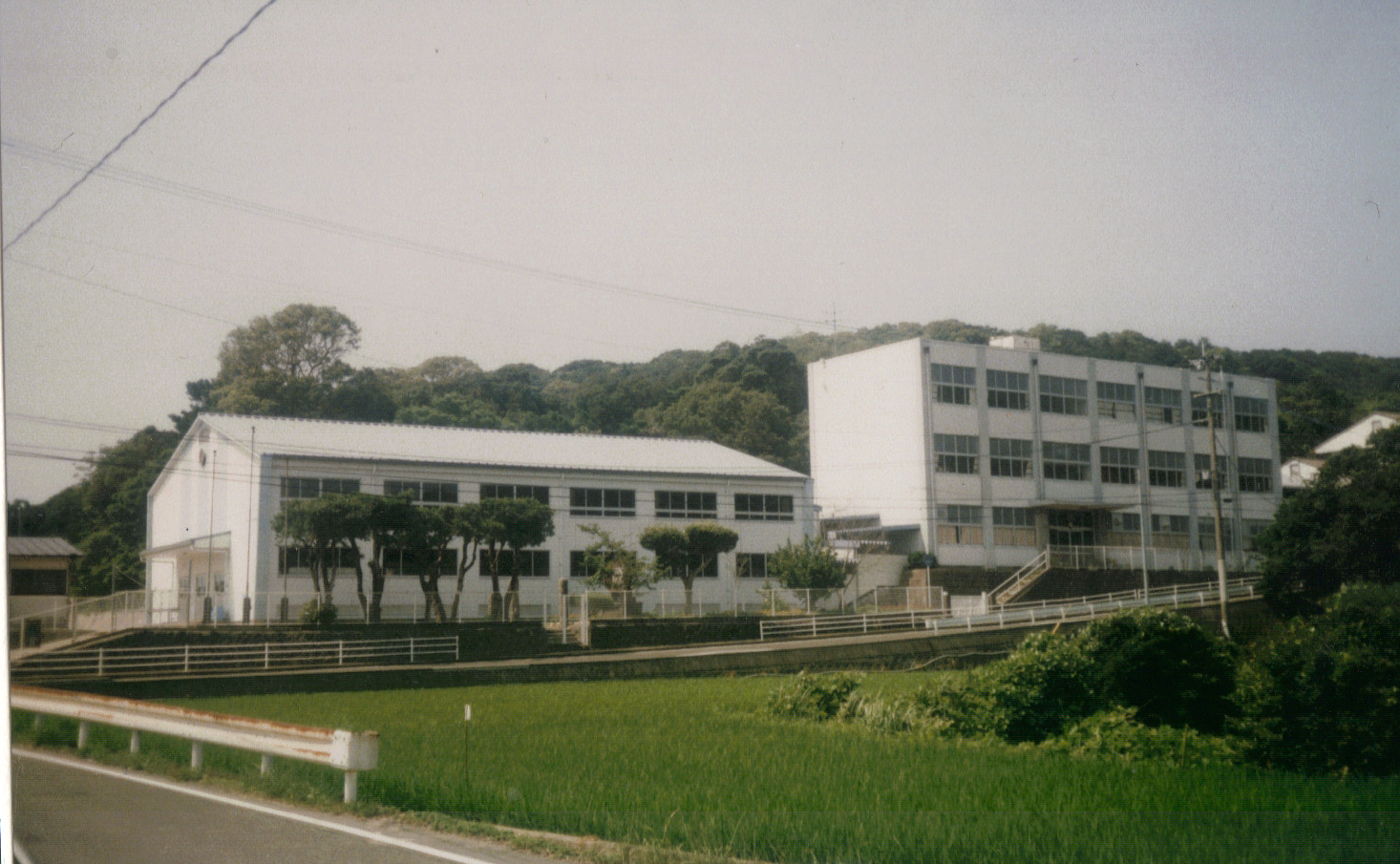
Escuela y edificio administrativo Kuro-shima
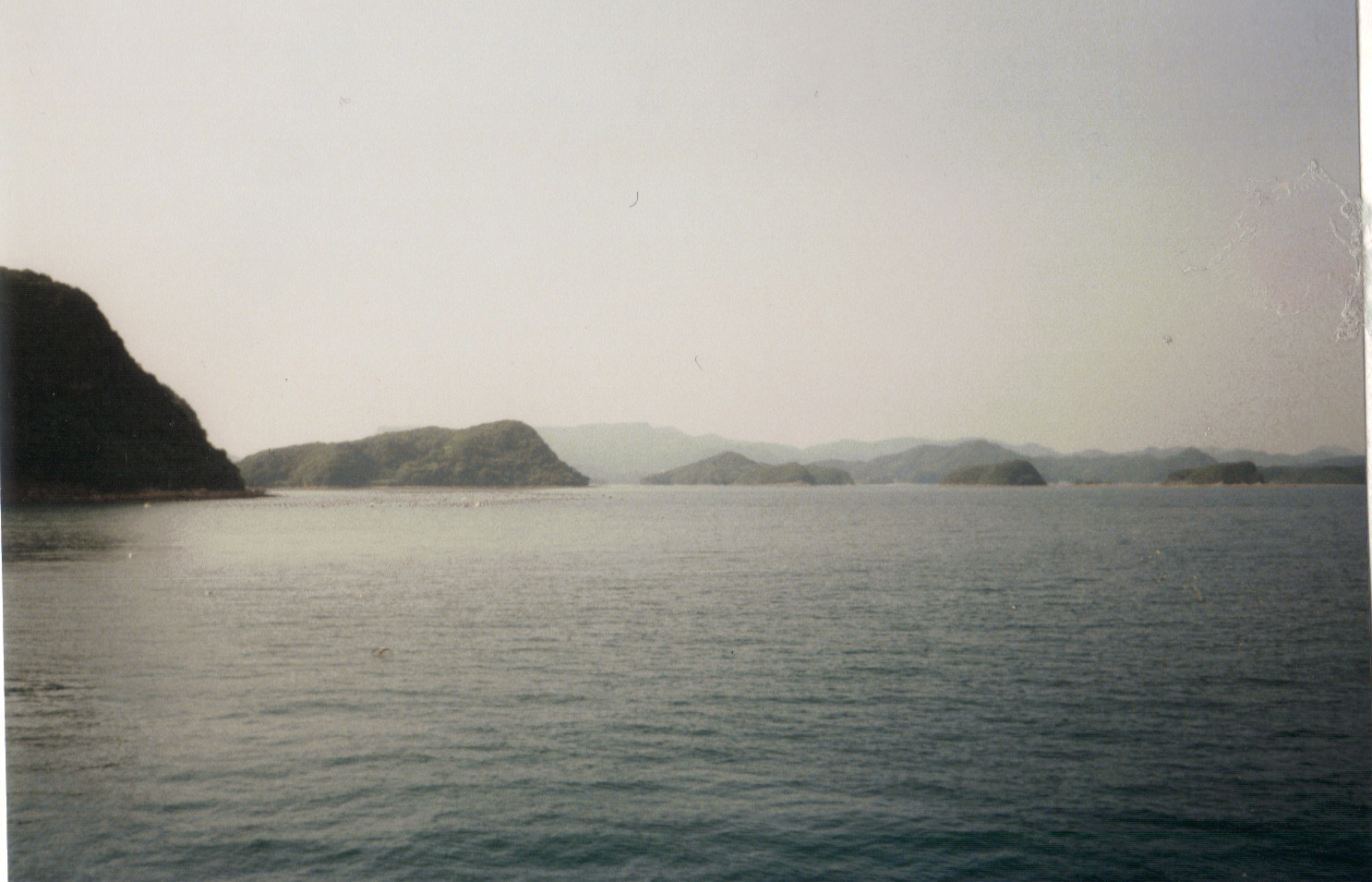
Islas Kujūku